# Diamond Tower
Der Diamond Tower ist ein Bauprojekt zu einem Wolkenkratzer in Dschidda, Saudi-Arabien. Die Arbeiten an dem Wolkenkratzer wurden im Jahr 2011 begonnen und sollten nach den bisherigen Planungen im Jahr 2017 abgeschlossen werden. Im November 2014 wurden die Arbeiten jedoch aus wirtschaftlichen Gründen vorläufig eingestellt.
Das schraubenförmige Bauwerk, dessen Achse sich zweimal um sich selbst dreht und dann mit einer spitzen Konstruktion abschließt, soll eine Höhe von 432 Metern erreichen. Auf dem Dach, aber unterhalb der Spitzen, ist außerdem eine Glaskonstruktion in Form eines Diamanten vorgesehen, was dem Bauwerk seinen Namen gibt. Mit seiner Höhe würde es zu den höchsten Gebäuden der Welt zählen und bei der Fertigstellung nach dem Mecca Royal Clock Tower Hotel das zweithöchste Hochhaus des Landes sein. Das Gebäude soll ausschließlich für Wohnungen genutzt werden, die sich auf 93 Etagen verteilen. Somit wäre der Diamond Tower auch eines der höchsten Wohngebäude weltweit.